# Che strano chiamarsi Federico
Che strano chiamarsi Federico è un film del 2013 diretto da Ettore Scola.
Si tratta dell'ultimo film diretto da Scola, basato sui suoi ricordi personali, sceneggiato insieme alle figlie Paola e Silvia. Come lo stesso regista ha dichiarato, il film è "un piccolo ritratto di un grande personaggio": Federico Fellini. Presentato durante la settantesima edizione Mostra internazionale d'arte cinematografica di Venezia alla presenza del capo dello Stato Giorgio Napolitano, ha ottenuto il Premio Jaeger-LeCoultre Glory to the Filmmaker.

## Trama
I primi anni della carriera di Fellini: il suo arrivo a Roma a fine anni '30, gli inizi come vignettista nella redazione del Marc'Aurelio (dove conobbe tra gli altri proprio Scola), fino al suo primo approdo nel cinema come sceneggiatore negli anni '40.

## Riconoscimenti
- 2014 - David di Donatello
  - Candidatura Miglior regista a Ettore Scola
- 2014 - Globo d'oro
  - Candidatura Miglior fotografia a Luciano Tovoli
- Premio Jaeger-LeCoultre Glory to the Filmmaker